# توماس مكارثي
توماس مكارثي (بالإنجليزية: Tom McCarthy)‏ مواليد 7 يونيو 1966 في نيو جيرسي، هو مخرج وكاتب سيناريو أمريكي بدأ نشاطه سنة 1992. كما أنه من الفائزين بجائزة بافتا.

## وصلات خارجية
- توماس مكارثي على موقع IMDb (الإنجليزية)
- توماس مكارثي على موقع ميتاكريتيك (الإنجليزية)
- توماس مكارثي على موقع روتن توميتوز (الإنجليزية)
- توماس مكارثي على موقع مونزينجر (الألمانية)
- توماس مكارثي على موقع قاعدة بيانات الأفلام العربية
- توماس مكارثي على موقع قاعدة بيانات الأفلام العربية
- توماس مكارثي على موقع ألو سيني (الفرنسية)
- توماس مكارثي على موقع ميوزك برينز (الإنجليزية)
- توماس مكارثي على موقع أول موفي (الإنجليزية)
- توماس مكارثي على موقع بوكس أوفيس موجو (الإنجليزية)